# Renate Roland
Renate Roland (* 6. Februar 1943 in Gelsenkirchen; † 13. November 2024 in Hamburg) war eine deutsche Schauspielerin.

## Leben und Wirken
Renate Roland wirkte während ihrer Studienzeit in Erlangen an einer Studentenbühne mit und nahm anschließend privaten Schauspielunterricht. Gerade 25 Jahre alt, wurde sie für die zentrale Rolle der Heranwachsenden Monika in dem verstörenden Zeit- und Gesellschaftsbild Bübchen verpflichtet. Ihre dort gezeigte Leistung brachte der Nachwuchsmimin das Filmband in Gold als beste Nachwuchsschauspielerin ein.
Daraufhin erhielt Renate Roland diverse Anschlussangebote von Film und Fernsehen, wo man sie bevorzugt als kesses Mädchen und sexuell freizügige junge Frau von heute einsetzte. In der 1970 entstandenen Fernsehkomödie Die Fliege und der Frosch durfte sie sogar versuchen, den 28 Jahre älteren O. W. Fischer zu verführen. 1972 verpflichtete sie Rainer Werner Fassbinder für seine fünfteilige Serie Acht Stunden sind kein Tag. Ihre (derzeit) letzte Rolle, die sie vor der Kamera übernahm – Herbst in Lugano – führte sie 1987/88 erneut an die Seite Fischers.
Renate Roland spielte neben ihrer Film- und Fernsehtätigkeit auch von Anbeginn Theater. Tourneen, überwiegend mit leichtgewichtigen Lustspielen und Boulevardkomödien, führten sie kreuz und quer durch die Bundesrepublik und nach Österreich.
Am 18. Mai 1973 heiratete Renate Roland in Gauting den Fotografen Horst Seppl Ludwig Freiherr von Weitershausen (* 14. Juni 1947 in Melsungen), einen Bruder von Gila und Barbara von Weitershausen. Aus der Ehe entstammt der Schauspieler Gianni-Christoph von Weitershausen (* 20. August 1973). Sie wurde am 16. Juli 1976 in München geschieden. Weitershausen heiratete elf Tage später Alexandra Marischka. Renate Rolands Schwester Regine ist die Ehefrau des Journalisten und Moderators David Eisermann.

## Filmografie (Auswahl)
- 1968: Bübchen
- 1968: Bengelchen liebt kreuz und quer
- 1969: Just Happened
- 1969: Die Hupe (Fernsehserie)
- 1969: Drücker (TV)
- 1970: Der Kommissar, Folge 16: Tod einer Zeugin
- 1970: Die Fliege und der Frosch (TV)
- 1970: Leiche gesucht (TV)
- 1971: Dreht Euch nicht um – Der Golem geht rum! (TV)
- 1971: Vier gegen das britische Pfund (TV)
- 1972: Blutiger Freitag
- 1972: Acht Stunden sind kein Tag
- 1972: Betragen ungenügend!
- 1984: Zielscheiben
- 1987: Der Madonna-Mann
- 1987: Großstadtrevier, 2 Folgen
- 1988: Herbst in Lugano (TV)